# Slöjklerodendrum
Slöjklerodendrum (Clerodendrum wallichii) är en art inom familjen kransblommiga växter. Arten växer i öppna skogar på bergssluttningar, på 100–1 200 meter över havet, i Indien till södra Kina, Myanmar, Vietnam och Bangladesh. Den odlas som krukväxt i Sverige.
Arten blir en buske eller litet träd, 2–4 m högt i naturen, 50–90 cm i krukodling. Grenarna är fyrkantiga, mer eller mindre vingade, kala. Bladen är avlånga till avlångt lansettlika, 11–18 cm långa, 2,5–4 cm breda, något läderartade och kala.
Blommorna sitter i stora, hängande klasar. Fodret är rött eller purpurfärgat, ibland svagt. Kronan är vit, cirka 3 cm i diameter, med långa ståndare. Frukten är ett bär, 1-1,3 cm i diameter, som blir glänsande svart som moget.

## Etymologi
Slöjklerodendrum har fått sitt vetenskapliga artnamn efter den danske botanikern Nathaniel Wallich.

## Odling
Slöjklerodendrum föredrar en mycket ljus plats, men med skydd för den starkaste solen. Jorden bör inte få torka ut alltför mycket. Övervintras svalt och något torrare än under säsongen. Minimitemperatur är 15 °C.

## Synonymer
- Clerodendrum nutans Wallich ex D.Don, nom. illeg.
- Odla.nu - Slöjklerodendrum
- Flora of China - Clerodendrum wallichii